# Мусієнко Єфросинія Артемівна
Єфросинія Артемівна Мусієнко (?, село Харківці, тепер Пирятинського району Полтавської області — ?) — українська радянська діячка, новатор сільськогосподарського виробництва, бригадир тракторної бригади Пирятинської МТС та колгоспу імені Свердлова Пирятинського району Полтавської області. Депутат Верховної Ради УРСР 4—5-го скликань.

## Біографія
Народилася в селянській родині. У семирічному віці залишилася круглою сиротою.
Працювала в колгоспі. У 1930 році навчалася на курсах трактористів. Потім працювала трактористкою, помічником бригадира жіночої тракторної бригади Пирятинської машинно-тракторної станції (МТС) Пирятинського району Полтавської області.
З 1935 по 1941 і з 1944 по 1958 рік — бригадир тракторної бригади Пирятинської МТС по колгоспу імені Свердлова Пирятинського району Полтавської області.
З 1958 року — бригадир тракторної бригади колгоспу імені Свердлова села Дейманівки Пирятинського району Полтавської області.
Потім — на пенсії.

## Нагороди
- орден Трудового Червоного Прапора (26.02.1958)
- ордени
- медалі